# ارسلان فلاح حجت انصاری
ارسلان فلاح حجت انصاری (زادهٔ ۱ فروردین ۱۳۱۹ – درگذشتهٔ ۱ فروردین ۱۳۹۹) نمایندهٔ لاهیجان در اولین دوره مجلس شورای اسلامی بود. او با کسب ۳۴٬۲۱۳ رای و ۶۱ درصد کل آرا در انتخابات برنده شد. او از جمله زندانیان سیاسی حکومت پهلوی بود که در بهمن ۱۳۵۵ طی مراسم «سپاس سپاس اعلیحضرتا» با ابراز ندامت از زندان آزاد شدند.
انصاری از جمله امضاکنندگان نامه‌های زیر است: نامه به رئیس قوه قضاییه در سال ۱۳۸۹ برای آزادی ابراهیم یزدی، تقاضا برای توقف غنی سازی در سال ۱۳۸۶، دعوت به شرکت در بزرگداشت سالگرد یدالله سحابی، و سید محمود طالقانی.

## درگذشت
امیرارسلان فلاح حجت‌انصاری در روز تولدش یعنی ۱ فروردین ۱۳۹۹ براثر ایست قلبی درسن ۸۰ سالگی درگذشت.